# Landesamt für Denkmalpflege Bremen

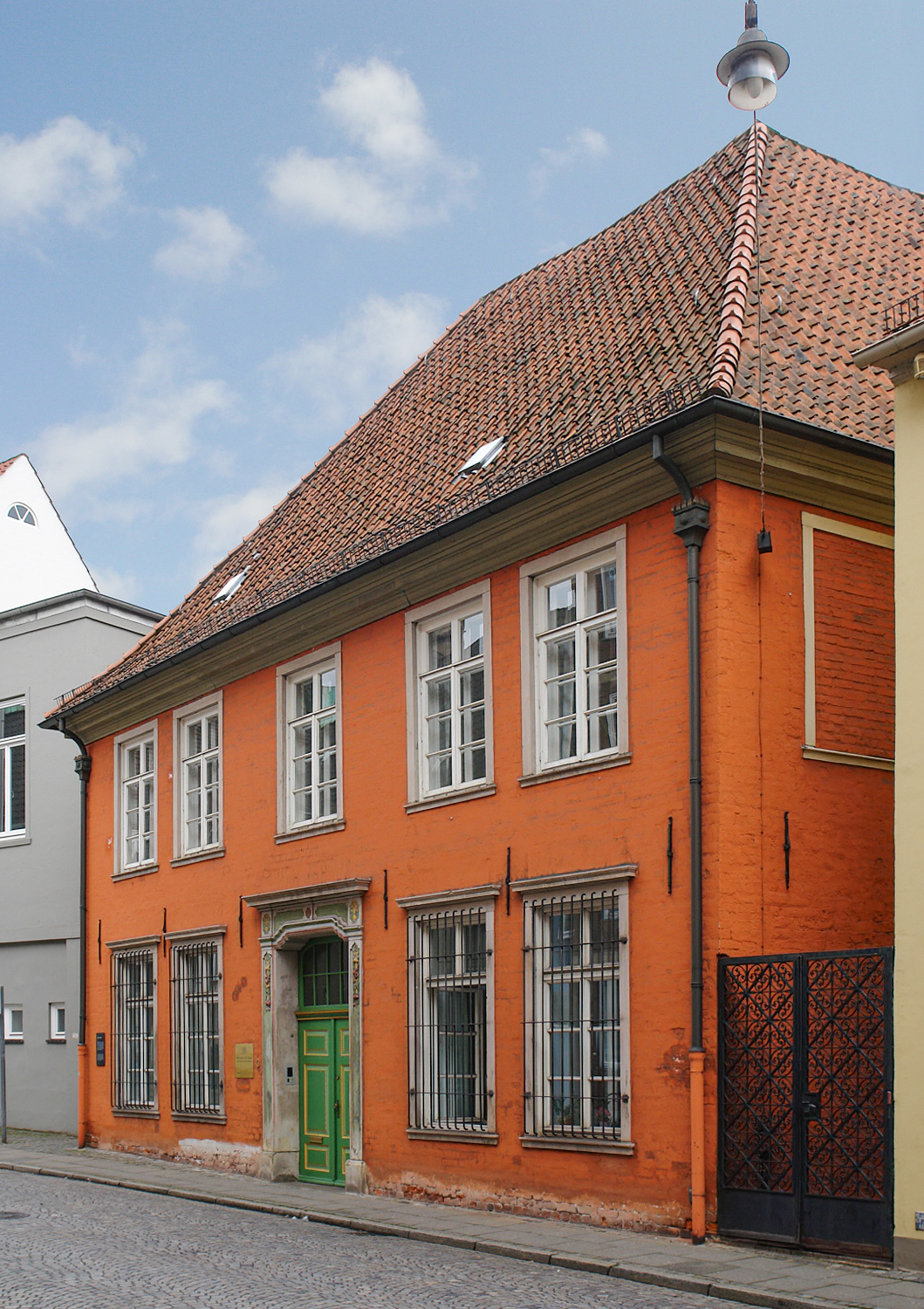
Das Haus Heineken in der Sandstraße 3 ist seit 1974 Sitz des Landesamtes

Das Landesamt für Denkmalpflege Bremen (LfD Bremen) ist die für Bau-, Garten- und bewegliche Denkmale – jedoch nicht für Bodendenkmale – zuständige Denkmalfachbehörde des Landes Bremen. Seine Aufgabe ist die Pflege der Kulturdenkmäler sowie deren wissenschaftliche Erfassung und Erforschung.
Das Landesamt des Landes Bremen ist dem Senator für Kultur als Obere Denkmalschutzbehörde nachgeordnet.

Das Landesamt ist zugleich Denkmalschutzbehörde für den Bereich der Stadtgemeinde Bremen; für die Stadtgemeinde Bremerhaven ist diese Aufgabe dem dortigen Magistrat zugewiesen. Amtsleiter des Landesamtes ist der Landeskonservator.

Den Denkmalschutzbehörden obliegen der Schutz und die Erhaltung der Kulturdenkmäler.

## Geschichte
Die Anfänge des Denkmalschutzes in Bremen datieren aus dem Jahre 1861, als innerhalb des Kunstvereins eine „Sektion zur Erhaltung bremischer Altertümer“ aufgebaut wurde. Ab 1892 gab es eine vom Senat der Stadt berufene „Kommission zur Erhaltung kunst- und kulturhistorischer Denkmale“, die 1909 mit dem Gesetz, betreffend den Schutz von Baudenkmälern erstmals eine rechtliche Grundlage erhielt, sodass eine erste Denkmalliste erstellt werden konnte.
Lange Zeit oblagen die denkmalpflegerischen Aufgaben der Baubehörde, bis schließlich 1933 ein eigener Konservator ernannt und damit Ernst Grohne erster Bremer Landeskonservator wurde. Ihm folgte 1952 Werner Kloos im Amt. Beide waren zugleich Direktoren des Focke-Museums. 

Parallel zum Landeskonservator existierte zwischen 1945 und 1971 ein städtisches Amt für Denkmalpflege, dem nacheinander Gustav Ulrich, Rudolf Stein und Karl Dillschneider vorstanden. Dieses Amt war bis 1956 beim Bausenator und danach beim Bildungssenator angesiedelt.
Am 15. September 1972 kam es zur Zusammenlegung beider Ämter zum heutigen Landesamt für Denkmalpflege, dessen Leitung als neuer hauptamtlicher Landeskonservator für die Freie Hansestadt Bremen Hans-Christoph Hoffmann übernahm. Ihm folgte 2001 Georg Skalecki.

Das Landesamt war senatorisch bei Bildung, Wissenschaft und Kunst, dann ab 1975 bei Wissenschaft und Kunst, ab 1983 bei Bildung, Wissenschaft und Kunst, ab 1991 bei Kultur, ab 1995 bei Bildung, Wissenschaft, Kunst und Sport, ab 1999 bei Inneres, Kultur und Sport und ab 2003 bei Kultur angegliedert.
Seit 2004 veröffentlicht das Landesamt in der Edition Temmen jährlich eine Monographie in der Schriftenreihe Denkmalpflege in Bremen und stellt darin seine Arbeit vor. Bis 2015 wurden zwölf Bände herausgegeben, deren Fokus entweder auf einzelnen Bauten, ausgewählten Restaurierungen oder bautechnischen Zeitperioden liegt.

## Landeskonservatoren
- Ernst Grohne (1933–1952)
- Werner Kloos (1952–1972)
- Hans-Christoph Hoffmann (1972–2001)
- Georg Skalecki (seit 2001)